# マテオ・クロウリー・ブーヴィ
マテオ・クロウリー・ブーヴィ（Mateo Crawley-Boevey 1875年11月18日-1960年5月4日）は、ローマ・カトリック教会の司祭で、イエズス・マリアの聖心会（略号 SS.CC. 通称：ピクピュス会）の宣教師。「聖心の即位運動の使徒」と呼ばれた。

## 生涯
マテオ神父は、ペルーのアレキパで、カトリックに改宗したイギリスの貴族の父とペルー人の母親の間に生まれ、幼くして司祭への召命を感じ、15歳でイエズス・マリアの聖心会に入会した。1891年2月2日に初誓願を立て、ヨゼフ・スタニスラウスという名前を与えられた。後にマタイに改名したが、実際には「マテオ神父（Padre Mateo)」（「マタイ」のスペイン語形）と呼ばれ、伝記作家に至るまでそのまま用いられている。1897年4月2日に、助祭に叙階されて以降、「イエスの聖心」の崇敬について説いた。同年12月17日に司祭に叙階された。1903年には、バルパライソ大学の法学部（のち教皇庁立大学の一部）の設立者の一人となった。 
1907年に、パレ・ル・モニアルの聖心の聖堂への巡礼の後、家族のための聖心の使徒職の設立を決意し、教皇ピウス10世による認可を受けた。これは、家庭の中に「聖心」を即位させること、具体的には、家の中心的な場所に「聖心」の御絵を飾り、家族全員で崇敬するというものであった。これは宗教的には、イエスが家庭の中心となり、家庭を「統治する」ことを意味するものであった。「聖心」の即位というアイディアは、マテオ神父がマルグリット・マリー・アラコクの幻視のうちに見出したものである。
この使徒職のために、マテオ神父はパンフレット、リーフレット、画像を出版する事務局「初金曜日」（El Primer Viernes）を設置した。この時代において斬新であったのは、一般使徒、その多くは若い女性信徒が参加したことである。以後3年間で12万回の「即位式」が行われた。この運動は、すぐに南米諸国に広がり、最終的にはヨーロッパ、北米、アジアにまで広まった。1908年から1914年にかけてマテオ神父は、この目的のために、まず南米、ついでヨーロッパを回り、1935年から1940年にはアジアを訪れ、信徒への布教を行い、司祭の黙想を指導した。1936年に来日した際の講演録は岩下壮一によって翻訳され、出版された（『遺訓-日本神学生に贈る』）。1940年から1946年まではアメリカとカナダで活動した。この使徒職の25周年にあたる1932年の推計では、聖心の即位式を行った家庭は数千万に達した。1957年の50周年の際には、パレ・ル・モニアルで、教皇ピオ12世の庇護の元、3日間の連続ミサ（合計160回）が捧げられた。
彼の使徒職は、教皇ベネディクト15世、ピオ11世、ピオ12世による支持と推奨を受け、パウロ6世はマテオ神父を「現代のイエスの聖心の使徒」と呼んだ。
マテオ神父は、1947年以降次第に健康を害し、徐々に活動の縮小を余儀なくされた。1956年には、病気のためバルパライソに戻り、1960年5月4日に死去した。墓所は、バルパライソのイエズス・マリアの聖心会修道院の聖堂にある。

## 主要著作
- Feierliche Weihe (1908)
- Heilige Stunde (1930)（邦訳：『夜の聖時間：家庭における夜の礼拝者のために』（デル・コール神父訳）ドン・ボスコ社、1960年）
- Für Christus, den König! Zeitgemäße Worte an die weibliche Jugend (1931)
- 『遺訓 - 日本神学生に贈る』（岩下壮一訳）（1911）
- Das heilige Messopfer (1951)
- Ein Wort über den Beruf der Ordensleute (1961)